# 다리우시 볼스키
다리우시 아담 볼스키(폴란드어: Dariusz Adam Wolski, 1956년 ~ )는 폴란드 출신의 촬영 감독이다. 캐리비안의 해적 시리즈의 촬영 기사로 유명하며 고어 버빈스키, 팀 버튼, 리들리 스콧 등과 같이 작업했다.

## 연출 작품 목록
| 연도 | 제목                                   | 감독            | 비고 |
| ---- | -------------------------------------- | --------------- | ---- |
| 1993 | 로미오는 피를 흘린다                   | 피터 메다크     |      |
| 1994 | 크로우                                 | 알렉스 프로야스 |      |
| 1998 | 크림슨 타이드                          | 토니 스콧       |      |
| 2001 | 멕시칸                                 | 고어 버빈스키   |      |
| 2002 | 배드 컴패니                            | 조엘 슈마허     |      |
| 2003 | 캐리비안의 해적: 블랙 펄의 저주        | 고어 버빈스키   |      |
| 2005 | 숨바꼭질                               | 존 폴슨         |      |
| 2006 | 캐리비안의 해적: 망자의 함             | 고어 버빈스키   |      |
| 2007 | 캐리비안의 해적: 세상의 끝에서         | 고어 버빈스키   |      |
| 2007 | 스위니 토드: 어느 잔혹한 이발사 이야기 | 팀 버튼         |      |
| 2008 | 이글 아이                              | 마이클 베이     |      |
| 2010 | 이상한 나라의 앨리스                   | 팀 버튼         |      |
| 2011 | 캐리비안의 해적: 낯선 조류             | 롭 마셜         |      |
| 2011 | 럼 다이어리                            | 브루스 로빈슨   |      |
| 2012 | 프로메테우스                           | 리들리 스콧     |      |
| 2013 | 카운슬러                               | 리들리 스콧     |      |
| 2014 | 엑소더스: 신들과 왕들                  | 리들리 스콧     |      |
| 2015 | 마션                                   | 리들리 스콧     |      |
| 2015 | 하늘을 걷는 남자                       | 로버트 저메키스 |      |